# ジアペルタ
ジアペルタ (Ziapelta)はアメリカ、ニューメキシコ州の上部白亜系（カンパニアン）の地層から発見されたアンキロサウルス科の曲竜類恐竜の絶滅種である。現在のところタイプ種Z. sanjuanensis 一種のみが発見されている。

## 発見

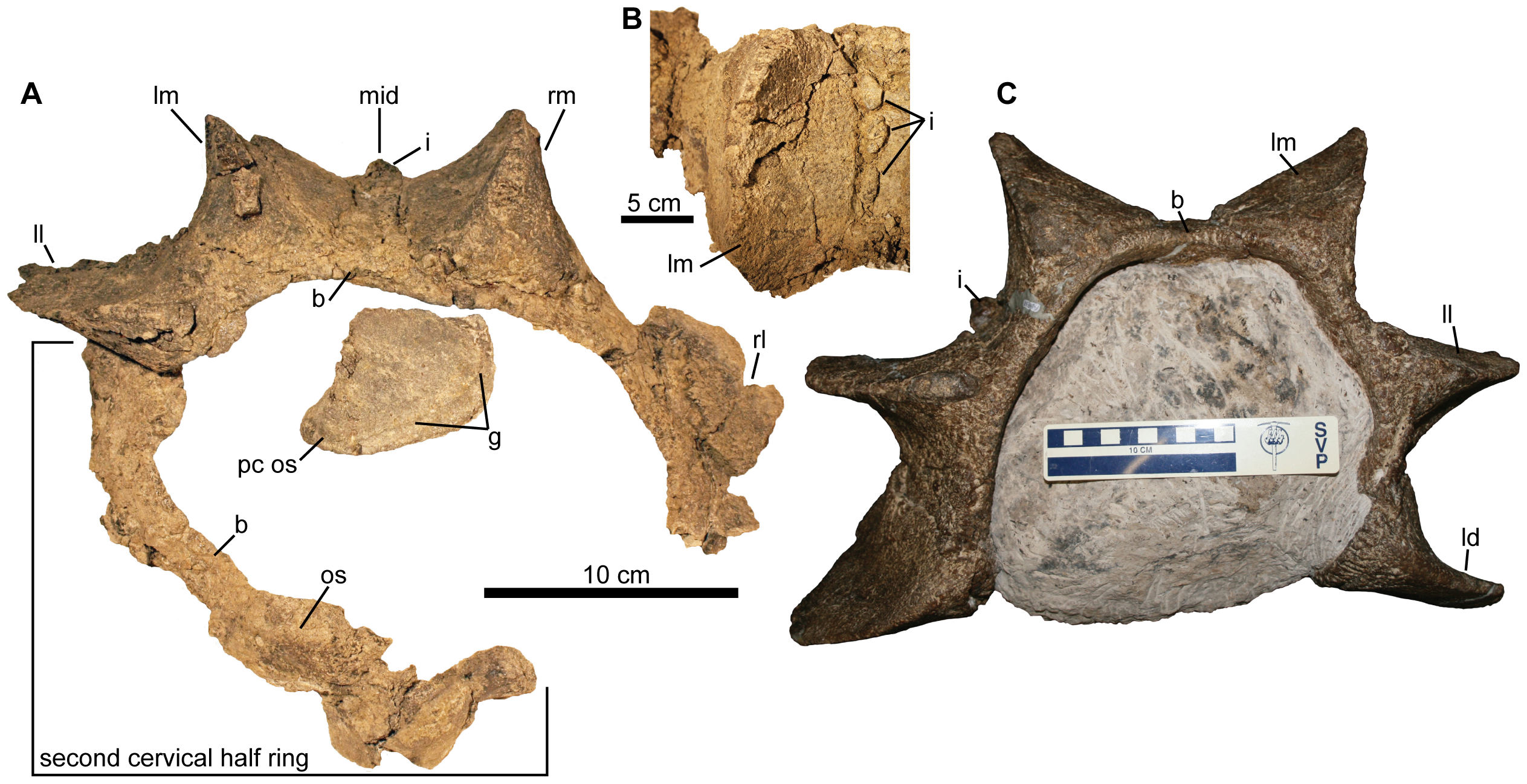
頸部のハーフリング

2011年にRobert Michael Sullivan率いるニューメキシコ自然科学史博物館とペンシルベニア州立博物館の共同調査隊はカートランド累層で発掘調査を行った。そしてニューメキシコ州の Bisti/De-Na-Zin Wildernessにあるカートランド層のハンターウォッシュ（Hunter Wash）部層とデナジン（De-na-zin）部層でZ. sanjuanensisの多数の化石を発見した。Z. sanjuanensisはホロタイプであるNMMNH P-64484を含む多数の化石により新種と同定された。このホロタイプはデナジン部層で発見されたものであり、1つの下顎を欠くものの完全な頭骨、第一、第二ハーフリング（頸部を覆うアーチ状の装甲）、および多数の部分的な皮骨で構成される。また、この種のものとされる別の標本NMMNH P-66930はデナジン部層より古いハンターウォッシュ部層で発見されたもので、第一ハーフリングである。

## 学名の由来
2014年にVictoria Arbour、Michael Burns、Robert Sullivan、スペンサー・ルーカス、 Amanda Cantrell、Joshua Fry および Thomas Suazoによりタイプ種Ziapelta sanjuanensis として命名、記載された。
属名Ziapelta はジアの宗教イメージであり、ニューメキシコ州の旗にも使用されているジアの太陽シンボルとアンキロサウルス科の皮骨を表し、ラテン語で「盾」を意味する語であるpeltaにちなんだものである。種小名sanjuanensis は化石の発見地であるサンファン郡(San Juan)に由来する。

## 特徴

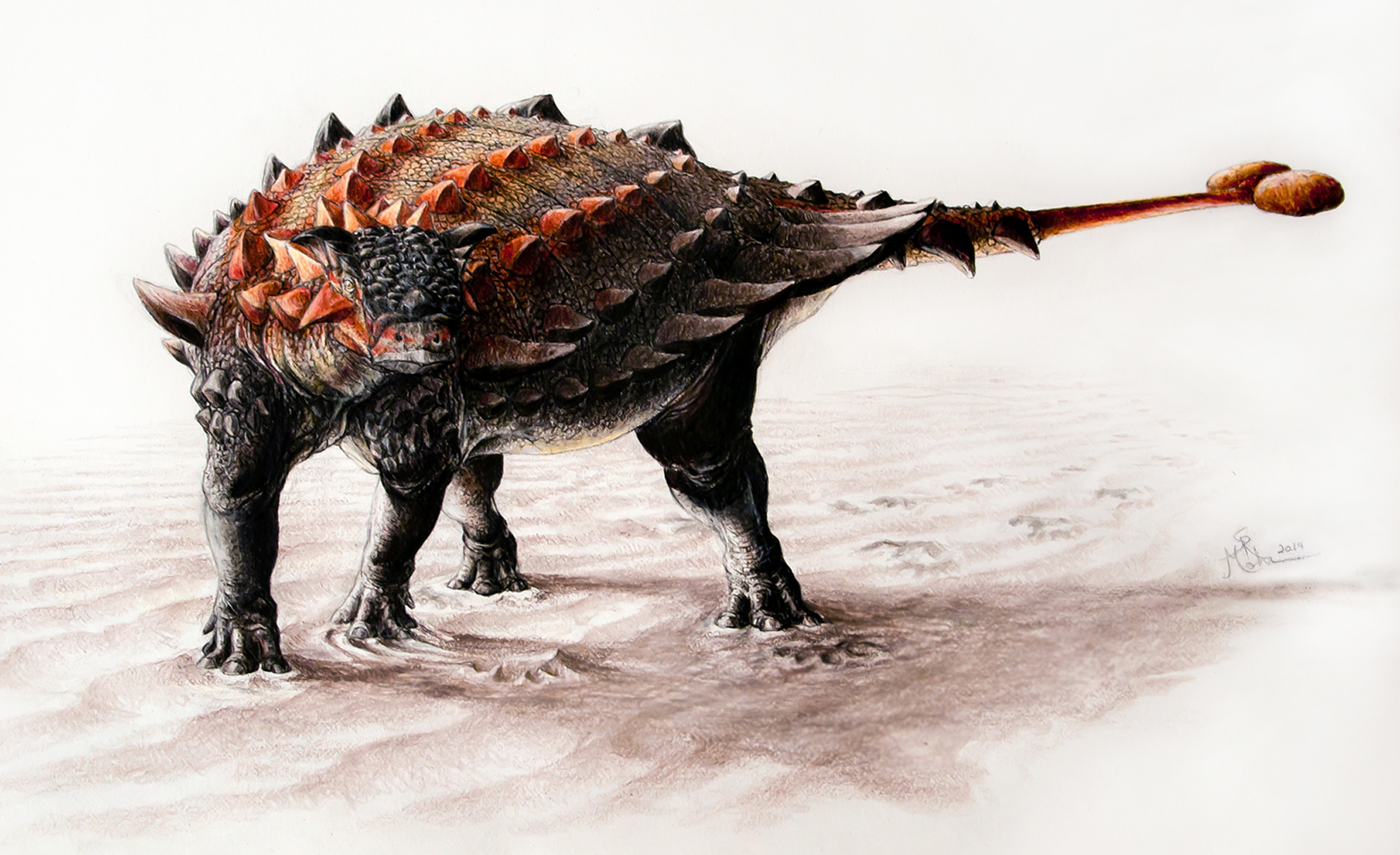
生態復元図

Z. sanjuanensisは3つの固有派生形質がある。口吻部の中ほどにある骨の板caputegulaが大きく、目立ち、おおよそ三角形をしている。鱗状骨の角は基部から先端まで10 cmほどと長く、先端が前方に曲がっている。頭骨の基部付近に深い3つの溝がある。
頭骨背面部の角は太く、下に曲がっている。前眼窩部は凸状であり、前上顎骨が幅広くて、四角く、頭部の装飾を覆いっている。上顎骨は長さ12 cmほどで両側に18本ずつの歯がある。ハーフリングの皮骨は高さが2.4 cmから11 cmと様々である。
全長は成長した個体では5 mから6 mである。

## 系統
ジアペルタはアンキロサウルス科に分類されており、おそらくカナダのスコロサウルスに近縁である。同時代に同じ地域に生息していたノドケファロサウルスとは近縁ではない。

## 参照
1. 1 2 3 4 5 6  Arbour, Victoria M.; Burns, Michael E.; Sullivan, Robert M.; Lucas, Spencer G.; Cantrell, Amanda K.; Fry, Joshua; Suazo, Thomas L. (24 September 2014). “A New Ankylosaurid Dinosaur from the Upper Cretaceous (Kirtlandian) of New Mexico with Implications for Ankylosaurid Diversity in the Upper Cretaceous of Western North America”. PLOS ONE (PLOS) 9 (9). doi:10.1371/journal.pone.0108804 2014年9月25日閲覧。.
2. ↑  “New dinosaur from New Mexico has relatives in Alberta”. Eukalert. 2014年9月26日閲覧。
3. ↑  Adrian Gomez (2014年9月25日). “The Zia dinosaur: New species on display in ABQ”. Albuquerque Journal. 2014年9月26日閲覧。